# Glenn Helder
Glenn Helder (Leiden, Países Bajos, 28 de octubre de 1968) es un exfutbolista neerlandés. Su posición era de extremo y se retiró en 2003 en su país.

## Trayectoria
Helder se unió al Arsenal el 14 de febrero de 1995 e hizo su debut con un 1–0 en casa ganando al Nottingham Forest el 21 de febrero. En 1996 fue cedido al Benfica de Portugal pero tuvo una grave lesión. Retornó al Arsenal pero había sido reemplazado por Marc Overmars en su vuelta al primer equipo. Por esa razón volvió a los Países Bajos a jugar en el NAC Breda.

## Selección nacional
Ha sido internacional con la Selección de fútbol de los Países Bajos en cuatro ocasiones, haciendo su debut el 18 de enero de 1995.

## Clubes
| Temporada | Club            | País         | Competición           | Partidos | Goles |
| --------- | --------------- | ------------ | --------------------- | -------- | ----- |
| 1989/90   | Sparta          | Países Bajos | Eredivisie            | 22       | 2     |
| 1990/91   | Sparta          | Países Bajos | Eredivisie            | 29       | 4     |
| 1991/92   | Sparta          | Países Bajos | Eredivisie            | 24       | 2     |
| 1992/93   | Sparta          | Países Bajos | Eredivisie            | 18       | 1     |
| 1993/94   | Vitesse         | Países Bajos | Eredivisie            | 34       | 5     |
| 1994/95   | Vitesse         | Países Bajos | Eredivisie            | 18       | 7     |
| 1994/95   | Arsenal         | Inglaterra   | Premier League        | 13       | 0     |
| 1995/96   | Arsenal         | Inglaterra   | Premier League        | 24       | 1     |
| 1996/97   | SL Benfica      | Portugal     | SuperLiga             | 11       | 1     |
| 1996/97   | Arsenal         | Inglaterra   | Premier League        | 2        | 0     |
| 1997/98   | NAC             | Países Bajos | Eredivisie            | 3        | 0     |
| 1997/98   | Arsenal         | Inglaterra   | Premier League        | 0        | 0     |
| 1998/99   | NAC             | Países Bajos | Eredivisie            | 3        | 1     |
| 1998/99   | Dalian Wanda    | China        | ?                     | ?        | ?     |
| 1999/00   | MTK Hungária FC | Hungría      | Magyar Labdarúgó Liga | 4        | 1     |
| 2000/02   | RBC Roosendaal  | Países Bajos | Eerste divisie        | 0        | 0     |
| 2002/03   | TOP Oss         | Países Bajos | Eerste divisie        | 10       | 1     |
| Total     |                 |              |                       | 215      | 25    |

- Datos: Q2353547
- Multimedia: Glenn Helder / Q2353547